# Neil Innes

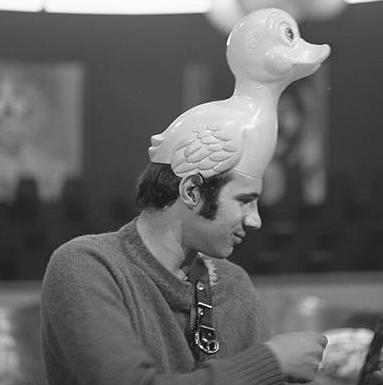
Neil Innes (in Fenklup, 1968)

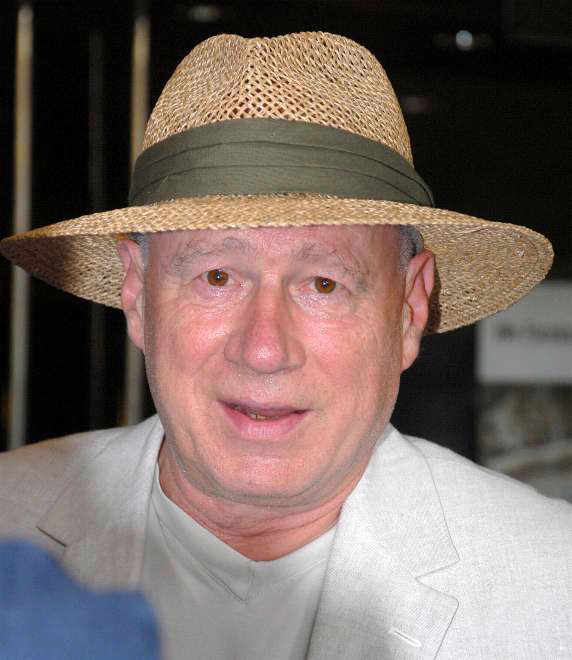
Neil Innes in 2009

Neil James Innes (Danbury (Essex), 9 december 1944 – 29 december 2019) was een Engels komiek en muzikant die bekend werd als bandlid van de Bonzo Dog Doo-Dah Band en The Rutles.

## Loopbaan
In 1966 richtte Innes, samen met enkele klasgenoten van de kunstacademie, de Bonzo Dog Doo-Dah Band op, een band die, door het dadaïsme geïnspireerd, jazzmuziek integreerde met Britse humor. In 1967 kwam hun debuutplaat Gorilla uit en in de jaren die daarop volgden speelde de band samen met onder andere Cream, The Bee Gees, Joe Cocker en The Byrds, en speelden ze een nummer in The Beatles-film Magical Mystery Tour. Met het door Innes gezongen I'm The Urban Spaceman scoorde de band haar enige hit. In 1970 ging de band uit elkaar.
Tijdens zijn werk met de Bonzo Dog Doo-Dah Band werkte Innes ook samen met Eric Idle, Terry Jones en Michael Palin (die later Monty Python oprichtten) aan het televisieprogramma Do Not Adjust Your Set. In 1974, na het vertrek van John Cleese, ging Innes meewerken aan Monty Python en werd een van de twee niet-leden van de comedygroep die officieel als schrijver werden genoemd (Douglas Adams was de ander). Hij schreef voor het vierde (en laatste) seizoen een aantal liedjes en sketches. Daarna verscheen hij ook enkele malen tijdens optredens van Monty Python en speelde enkele kleine rollen in hun films Monty Python and the Holy Grail en Life of Brian.
Ook nadat Monty Python uit elkaar was gegaan, bleef hij samenwerken met leden van de groep. Zo speelde hij in Terry Gilliams film Jabberwocky en in Terry Jones' Erik the Viking. Met Eric Idle begon hij te schrijven voor het televisieprogramma Rutland Weekend Television (waar ook ex-Beatle George Harrison aan meewerkte). Uit een van de sketches voor dit programma kwam de Beatlesparodieband The Rutles voort. In de namaakdocumentaire All You Need Is Cash speelt Innes de rol van Ron Nasty, een personage gebaseerd op John Lennon, en schreef alle muziek voor de twee albums die de in scène gezette groep uitbracht (het tweede album, Archaeology, kwam pas uit in 1996, nadat de Anthology-cd's van The Beatles uitkwamen).
In 1980 begon Innes zowel met een solotournee als met zijn werk voor kindertelevisie. Hij speelde rollen in onder andere East of the Moon en Puddle Lane.
In 1998 maakte Innes het programma Away With Words voor Discovery Channel en in datzelfde jaar begon hij ook weer op te treden. In het najaar van 2005 toerde hij door Engeland.

## Privéleven
Innes trouwde in 1966 met Yvonne Catherine Hilton, met wie hij drie kinderen kreeg: Miles Alexander (1967), Luke Zachary (1971) en Barnaby James (1978). Neil Innes overleed plotseling op 29 december 2019 op 75-jarige leeftijd.